# Musée de la Vie romantique
Musée de la Vie romantique (česky Muzeum romantického života) je muzeum v Paříži. Sídlí v 9. obvodu v ulici Rue Chaptal č. 16 v městském paláci Hôtel Scheffer-Renan, ve kterém bydlel malíř nizozemského původu Ary Scheffer (1795–1858). Muzeum uchovává jeho obrazy a rovněž osobní předměty spisovatelky George Sandové, která sem často chodila na návštěvu. Ty jsou umístěny v přízemí a pocházejí z daru vnučky spisovatelky, která je odkázala městu Paříži. V patře je výstava věnovaná malíři Arymu Schefferovi a jeho současníkům a rovněž filozofovi Ernestu Renanovi. Muzeum bylo otevřeno v roce 1987 a každoročně jej navštíví kolem 100 000 lidí.

## Historie
Dům byl postaven v roce 1830 a malíř Ary Scheffer zde od té doby žil až do své smrti v roce 1858. Dům byl v majetku rodiny až do roku 1982, kdy byl odkázán poslední bezdětnou členkou francouzskému státu. Po smrti Corrie Siohan bylo první muzeum otevřeno v roce 1983 pod názvem Renan-Scheffer jako městské muzeum řízené muzeem Carnavalet. V roce 1987 bylo po rozsáhlé rekonstrukci ve stylu 19. století přeměněno na Muzeum romantického života. Od 1. ledna 2007 francouzský stát definitivně převedl nemovitý majetek městu Paříži.
Muzeum pravidelně pořádá výstavy věnované umění 19. století.